# Diário da Emissora Nacional
O Diário da Emissora Nacional foi o noticiário principal da Emissora Nacional de Radiodifusão de Lisboa durante toda a sua existência. Era através deste programa que a E.N. transmitia as notícias do país e do mundo, sempre com o olhar do Estado Novo sobre a atualidade.

## História
Aquando do surgimento da Emissora Nacional em 1935, os serviços de informação transmitidos eram de curta duração, não ultrapassando os 10 minutos, com notícias vindas da imprensa, principalmente do jornal "Diário da Manhã". Em 1936, a Direção dos Serviços de Produção decidiu reunir todas as notícias que estavam subdivididas em noticiários destinados a tal num só noticiário, como o "Giornale Radio" da Rádio Roma. Intitularam-no "Diário da Emissora Nacional".
Basicamente, o alinhamento do noticiário era o seguinte:
- Notícias do País (melhoramentos locais, notas oficiosas, notícias das outras cidades, dos Correios, de organizações oficiais, etc.);[4]
- Notícias de Portugal no estrangeiro (retiradas de jornais estrangeiros);[4]
- Notícias do Mundo (notícias sobre a atualidade mundial);[4]
- Boletins (Bolsa, Tempo, Mar);[4]
- As mesmas em línguas variadas (só para a Onda Curta).[4]

## Características
O que caracterizou os "Diários da Emissora Nacional" foram a formalidade a que estavam sujeitos os blocos informativos, em que os governantes eram tratados na forma formal "Sua Excelência". Essa formalidade era um reflexo do controlo editorial do Estado Novo sobre o noticiário, mais concretamente do Secretariado Nacional de Informação, que se demonstrou com mais intensidade durante a Guerra Civil Espanhola de 1936 (em que havia um maior apoio ao lado franquista), e durante a Segunda Guerra Mundial (em que aderia à política de neutralidade delineada por Salazar, mas com uma maior simpatia pelas forças do Eixo).
Os noticiários eram escritos com uma rigorosidade no português e eram tão perfeitos que, dado a que a taxa de alfabetização em Portugal era muito baixa, era difícil entender a importância das notícias difundidas. Só quem acompanhava a atualidade nacional e internacional é que entendia as notícias. No entanto, teve impacto nos hábitos de consumo de informação da população.

## Evolução
No início, a predominância era de 10 minutos a duração dos noticiários. Em 1942, os "Diários da Emissora Nacional" passaram a ter um editorial, elaborado pelos redatores, intitulado "Nota do Dia", que durava 2 minutos e explicava a posição da Emissora Nacional, ou seja, a posição do Estado Novo em relação aos assuntos da atualidade.
A partir da década de 1950, a duração aumentou para os 45 minutos, e nos anos 60, a Emissora Nacional passou a ter 4 noticiários:
1. Os "Noticiários" que duravam 5 minutos;
2. O "Diário Sonoro", noticiário de 15 minutos que seguia o estilo do antigo "Diário da Emissora Nacional";
3. O "Jornal da Tarde", bloco noticioso da hora de almoço, transmitido das 13 horas às 14 horas;
4. O "Jornal da Noite", bloco noticioso da hora de jantar, transmitido das 20 às 21 horas.

Em 1973, a Emissora Nacional passou a fazer noticiários de hora a hora, com a emissão no sinal horário, passando todos os noticiários, à exceção do "Jornal da Tarde" e do "Jornal da Noite", a denominarem-se de "Diário Sonoro", com a duração fixa de 10 a 15 minutos. Depois do 25 de abril de 1974, é ainda hoje o sistema que a RDP Antena 1 utiliza mas com o nome de "Noticiário Nacional".